# José de Gálvez
Pour les articles homonymes, voir Gálvez.
José Bernardo de Gálvez y Gallardo, marquis de Sonora, né le 7 janvier 1720 à Macharaviaya (Espagne) et mort le 17 juin 1787 à Aranjuez (Espagne), est un avocat et homme politique espagnol.

## Biographie
José de Gálvez y Gallardo est le deuxième enfant d'Antonio de Gálvez et d'Ana Gallardo y Cabrera. 
Il est d'abord élève du séminaire de Malaga, mais n'ayant pas la vocation ecclésiastique il poursuit ensuite des études de droit à l’Université de Salamanque et obtient son doctorat à l’université de Alcalá de Henares.
Il épouse Madeleine de Grimaldi, qui décédera un an plus tard, puis une Française, Lucie Romet de Pichelin, ce qui lui permet d’obtenir le poste d’avocat de l’ambassade de France à  Madrid.
Il est ensuite avocat à l'ambassade d'Espagne en France et secrétaire du Marquis Jerónimo Grimaldi lors de la négociation du Pacte de famille, puis alcalde de casa y corte, et enfin visitador (inspecteur général) de Nouvelle-Espagne, avec pour mission de contrôler l'administration de Joaquín de Montserrat, marqués de Cruillas, vice-roi de la colonie, que l'on soupçonne d'être responsable d'une baisse des revenus fiscaux.
Gálvez arrive en Nouvelle-Espagne en 1761 en tant que ministre du Conseil des Indes, mais ne commence son mandat de visitador qu'en 1764 lorsqu'il reçoit les pleins pouvoirs.
Parmi ses actions gouvernementales on notera la création d'un monopole d'État sur le tabac et de nouvelles taxes sur le pulque (alcool de maguey qui une fois distillé donne le mezcal) et sur la farine. Il prend également des mesures pour combattre la contrebande et le système de perception des droits de douane à Veracruz et Acapulco. Il établit des services comptables pour les municipalités. Les revenus gouvernementaux passent de 6 millions de pesos en 1763 à 8 millions en 1767 et 12 millions en 1773.
En 1765, un projet de réorganisation des armées, conçu par le  vice-Roi Montserrat sous la direction du général Juan de Villalva chargé du remaniement, suscite la désapprobation du roi, qui nomme un nouveau vice-roi Carlos Francisco de Croix. Celui-ci charge José de Gálvez d'expulser les Jésuites de la colonie (25 juin 1767) et de confisquer les biens et les propriétés de la Compagnie.
L'application de cette décision provoque émeutes et désordres. Gálvez y met fin par des procès sommaires et des sentences de prison à perpétuité, principalement à San Luis Potosí, Guanajuato et Michoacán.
Après l'expulsion des jésuites, Gálvez encourage le développement des Missions espagnoles de Californie par les franciscains. Charles III désire y établir une forte présence espagnole pour contrecarrer l'expansion russe depuis l'Alaska. Pour cette raison il établit aussi une base navale à San Blas et plus tard, en 1769, il organise l'expédition de Junípero Serra et Gaspar de Portolà en Californie. Serra fonde la mission de San Diego en 1769 et Portolá celle de Monterey  en 1770. À la fin de 1771 l'expédition arrive à San Francisco.

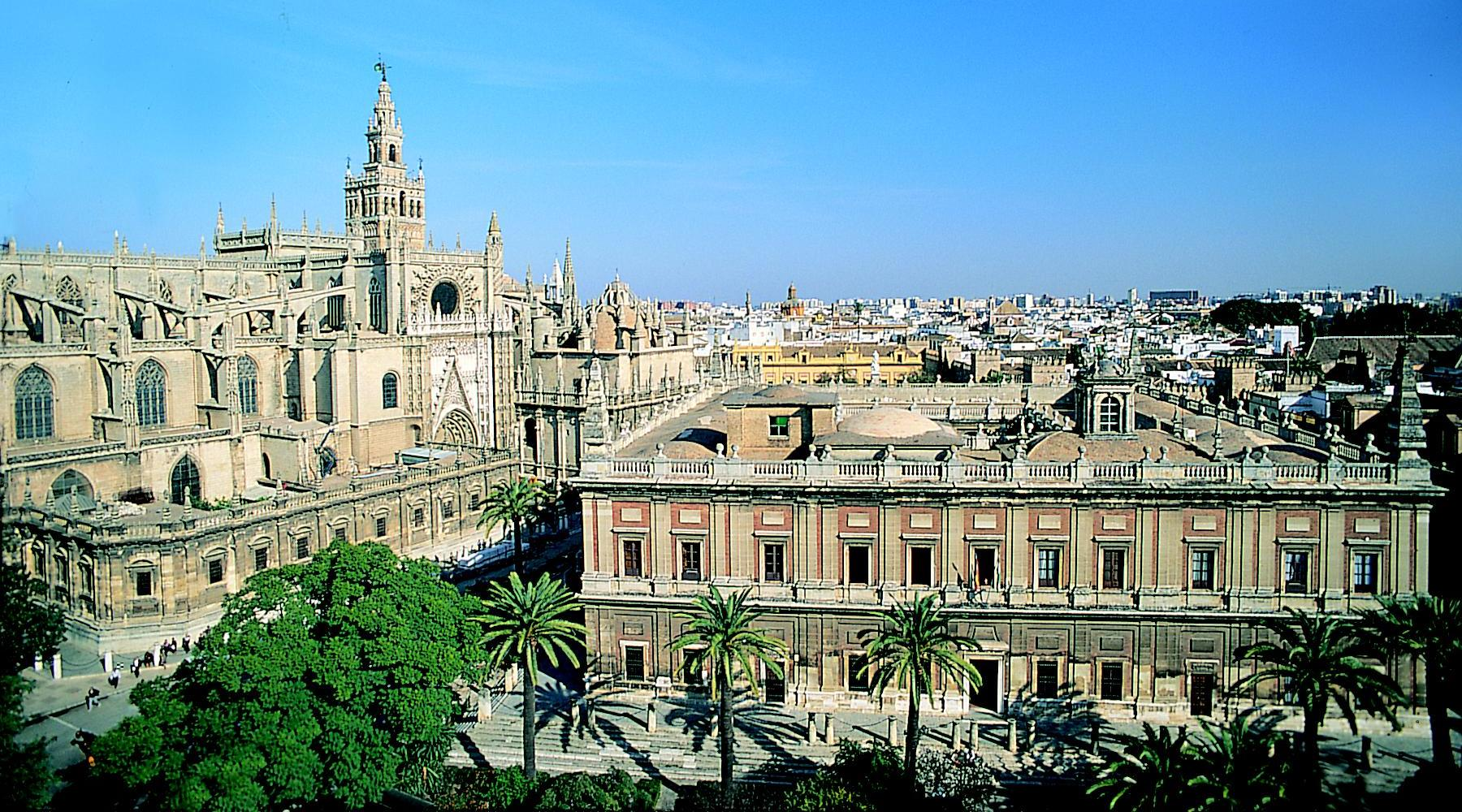
Archives générales des Indes à Séville, près de la cathédrale, créées par Gálvez sous le règne de Charles III.

José de Gálvez revient en Espagne en 1772 en tant que membre du Conseil général du commerce, de la monnaie et des mines, gouverneur du Conseil des Indes et conseiller d'État. Charles III le fait Marquis de Sonora et en 1775 ministre des Indes. À ce poste il peut continuer à organiser la région nord de la Nouvelle-Espagne. Il établit le commandement général des provinces internes qui comprennent la Nueva Vizcaya (Tamaulipas), Sinaloa, Sonora, les Californies (basse et haute), Coahuila, Nuevo México et Texas. Chihuahua en est la capitale et Teodoro de Croix, neveu du vice-roi, commandant général. Il profite également de son poste pour faire nommer ses frères Matías, Miguel et Antonio à de hautes responsabilités. (Matias sera gouverneur du Guatemala et vice-roi de Nouvelle-Espagne, Miguel ministre plénipotentiaire à la cour de Prusse et Antonio administrateur général des îles Canaries). Il a également créé la Capitainerie générale du Venezuela afin de promouvoir la population et l'économie de la région; À cette fin, il nomma en 1776 son compatriote de Malaga Luis de Unzaga y Amézaga pour ses talents de diplomate, Unzaga, connu sous le nom de "conciliateur" la prochaine fois qu'il quittera son neveu, Bernardo de Gálvez comme gouverneur par intérim De la Louisiane espagnole, remplaçant Unzaga, la même année il devint beaux-frères, lorsque Bernardo épousa la petite sœur de la femme d'Unzaga; De cette manière, le ministre José de Gálvez a nommé Louis de Unzaga comme premier capitaine général du Venezuela en 1777 en réunissant divers territoires et en y créant un plan de défense qui contribuerait également à la naissance des États-Unis .